# Douglas DC-1

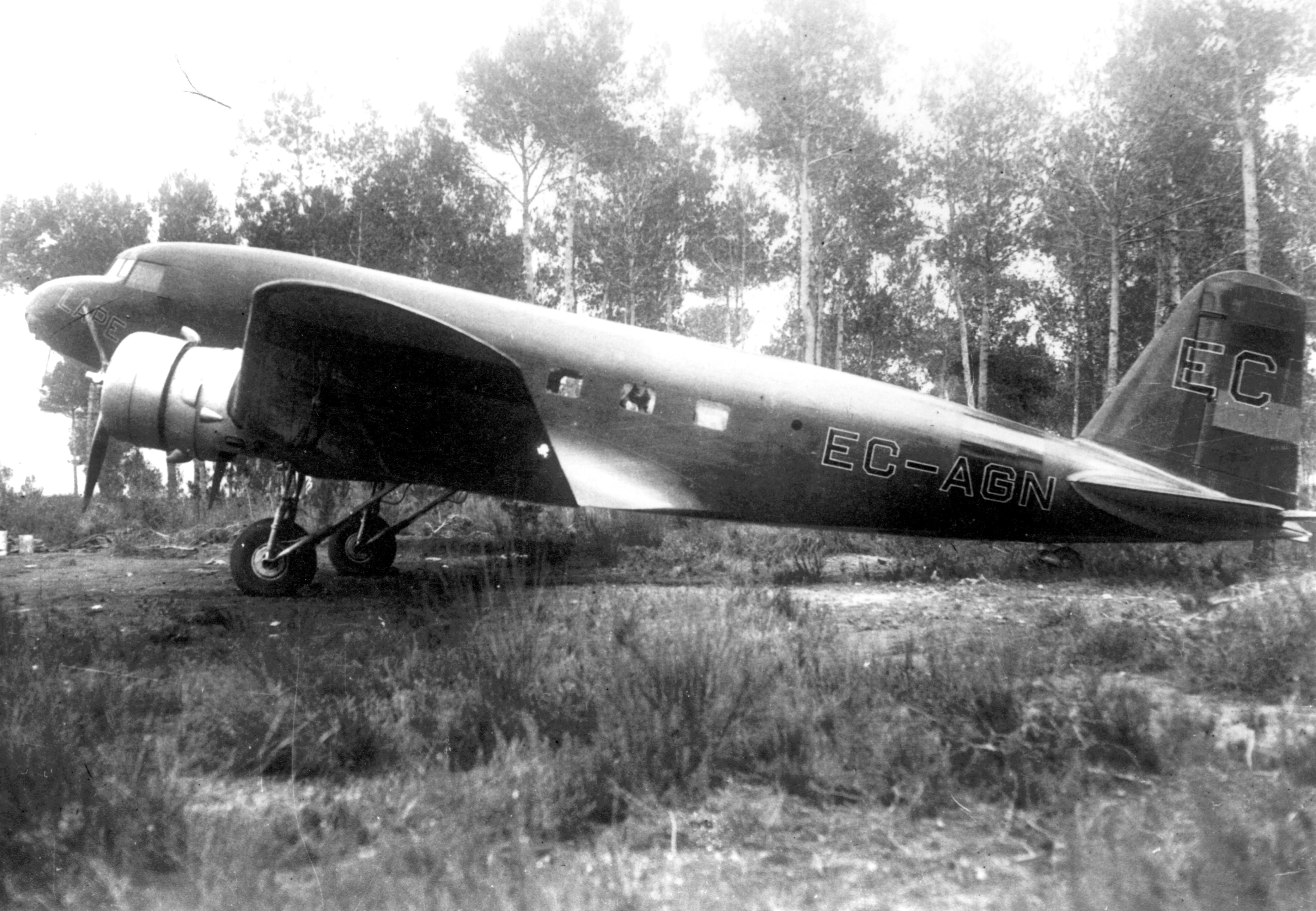
Im Dienst der Lineas Aéreas Postales Espanolas mit dem von Oktober 1938 bis April 1939 getragenen Kennzeichen EC-AGN. Danach als EC-AAE registriert.

Die Douglas DC-1 war das erste Verkehrsflugzeug der Douglas Aircraft Company aus Santa Monica in Kalifornien (USA). Sie galt zu ihrer Zeit als revolutionär und wurde zum Stammvater einer langen Reihe von zivilen (und später auch militärischen) Propellerflugzeugen des berühmten US-amerikanischen Herstellers. Ihren Erstflug hatte sie am 1. Juli 1933 vom Flugplatz Santa Monica aus.
Diese damals sehr modern konstruierte zweimotorige Maschine bot Platz für 12 Passagiere und wurde als direkte Konkurrenz zur Boeing 247 gebaut. Ihre Bezeichnung DC leitet sich von „Douglas Commercial“ ab. Es wurde lediglich ein einziges Exemplar der DC-1 als Prototyp für die TWA gebaut, die sie ab September 1933 auch im Liniendienst erprobte. Die Verfügbarkeit stärkerer Triebwerke erlaubte eine Streckung des Flugzeuges auf 14 Sitzplätze. Dieser größere Typ ging dann unter dem Namen Douglas DC-2 in die Serienproduktion.

## Geschichte
Die Konstruktion der DC-1 wurde möglich, da nach der Erfindung der Halbschalenbauweise für den Flugzeugrumpf und des Eindeckers für die Tragfläche das Gewicht und der Luftwiderstand deutlich reduziert werden konnte. Gezeigt wurde dies in Amerika erstmals Ende der 1920er Jahre mit der Lockheed Vega, deren Konstrukteur John Northrop in einigen Bereichen die Grundlage für die Flugzeugtechnik der 1930er Jahre schuf. Technisch war die DC-1 der Boeing 247 sehr ähnlich – diese konnte aber von anderen Fluggesellschaften nicht bestellt werden, weil sie durch einen Exklusivvertrag nur für United Air Lines verfügbar war. Deshalb gab Jack Frye von Trans World Airlines 1932 eine Ausschreibung für ein dreimotoriges Flugzeug mit ähnlichen Flugleistungen wie die der Boeing 247 heraus, woraufhin Donald Douglas den Prototyp DC-1 entwickelte. Douglas war der Meinung, dass die geforderten Leistungen auch mit zwei Motoren erreichbar waren. Nach einem erfolgreichen Test, bei dem der Prototyp mit nur einem laufenden Triebwerk sicher über die Rocky Mountains fliegen musste, wurde schließlich auch ein zweimotoriges Flugzeug akzeptiert, doch war die DC-1 zu schwach und zu klein. Mit stärkeren Motoren und einem längeren Rumpf ging daher ab 1934 die DC-2 in Serie. Doch ist die DC-2 wie die DC-3 (ab 1936) von der Grundkonstruktion her im Wesentlichen mit der DC-1 identisch.
Die einzige gebaute DC-1 gelangte 1938 über Umwege nach Spanien und flog zunächst bei der Fluggesellschaft LAPE (Líneas Aéreas Postales Españolas), dann noch während des spanischen Bürgerkrieges für die Luftwaffe der Republikaner. Am 4. Oktober 1940 kam es zu einem Startabbruch in Málaga, bei dem das Flugzeug Feuer fing. Zwar kam keiner der Insassen ums Leben, das Flugzeug wurde jedoch abgeschrieben. Pilot war Rodolfo Bay Wright, später Gründer der Spantax. Das Wrack lag mehrere Jahre lang auf dem Flughafen von Málaga, später wurde das Flugzeug verschrottet.

## Technische Daten
| Kenngröße             | Daten                                                                               |
| --------------------- | ----------------------------------------------------------------------------------- |
| Besatzung             | 2                                                                                   |
| Passagiere            | 12                                                                                  |
| Länge                 | 60 ft (18,29 m)                                                                     |
| Spannweite            | 85 ft (25,91 m)                                                                     |
| Höhe                  | 16 ft (4,88 m)                                                                      |
| Flügelfläche          | 942 ft² (87,51 m²)                                                                  |
| Flügelstreckung       | 7,7                                                                                 |
| Leermasse             | 11.780 lb (5.343 kg)                                                                |
| Startmasse            | 17.500 lb (7.938 kg)                                                                |
| Reisegeschwindigkeit  | 305 km/h in 8.000 ft (ca. 2.440 m)                                                  |
| Höchstgeschwindigkeit | 338 km/h                                                                            |
| Dienstgipfelhöhe      | 23.000 ft (7.010 m)                                                                 |
| Reichweite            | 1.000 mi (1.609 km)                                                                 |
| Triebwerke            | 2 × Neunzylinder-Sternmotoren Wright Cyclone SGR-1820-F3 mit je 710 PS (ca. 520 kW) |